# Стерін Михайло Борисович
Миха́йло Бори́сович Сте́рін (нар. 27 липня 1972) — український тренер з бадмінтону, головний тренер і один із засновників Харківського бадмінтонного спортивного клубу, заслужений тренер України (2012).

## Життєпис
Закінчив Харківський політехнічний інститут.
Тренерською роботою займається від 1992 року.
За цей час виховав 7 майстрів спорту України міжнародного класу, 29 майстрів спорту України.
Його вихованці — учасники Олімпійських ігор, чемпіонатів світу та Європи, переможці Кубка Європи, чемпіонату Європи серед студентів, неодноразові чемпіони України, переможці Кубка України, різних міжнародних і всеукраїнських турнірів.
2012 року Михайлу Борисовичу присвоєно звання «Заслужений тренер України».
Є Президентом Харківського бадмінтонного спортивного клубу.

## Відомі учні
- Дмитро Завадський
- Марія Діптан
- Єлизавета Жарка
- Марина Ільїнська
- Дар'я Самарчанц
- Владислава Лісна
- Анастасія Дмитришин
- Віталій Конов
- Олександр Шмундяк